# 塔芬山
塔芬山，位於臺灣花蓮縣卓溪鄉卓溪村與高雄市桃源區梅山里之間，海拔高度3,090公尺，屬於中央山脈，為台灣百岳之一，排名第92。北接達芬尖山，南連轆轆山等山。
塔芬山東半面受塔達芬溪向源侵蝕而形成大崩坍壁，其下一直到意西拉吊橋附近注入拉庫拉庫溪。在塔芬山附近還有座海拔約2,950公尺塔芬池，可供登山人士取水飲食之用。
「塔芬」源自當地布農族人在現今大分附近的拉庫拉庫溪河床發現有冒著煙的水蒸氣，在布農語中這現象稱為「Dahun」，大分、打訓山、塔芬山和達芬尖山之名皆以此而得。